# The mule (canción)
The Mule es una canción del grupo de hard rock británico Deep Purple, publicada originalmente en 1971 en el álbum Fireball. La fama ha llegado a este tema por su puesta en escena en los conciertos del grupo, en las cuales siempre viene acompañada por un solo de batería de Ian Paice. Este solo no está incluido en el álbum, ya que aproximadamente la mitad de las pistas de audio de batería fueron borradas por error mientras se grababa la canción en el estudio.[cita requerida]

## Versión de estudio
La canción empieza con el sonido de un tambor los primeros 10 segundos, justo después entran la guitarra de Ritchie Blackmore, el bajo de Roger Glover y el teclado de Jon Lord. Ian Gillan empieza a cantar entonces hablando de “The Mule”, y empiezan tres minutos y medio de solos de teclado y guitarra.

## Actuaciones en directo
En el álbum en directo y DVD Live in Concert 1972/73 Ian Gillan comienza el tema diciendo “Hemos basado esto en una cosa que pequeño Ian hace en los tambores… Todo sobre Lucifer y algo de sus amigos, la mayor parte de ellos están sentados por aquí en alguna parte esta noche”.
"The Mule" fue tocado por Deep Purple durante las giras de 1971 y 1972, y posteriormente fue grabado en el álbum en directo Made in Japan en agosto de 1972, en esa ocasión Paice tocó un solo de 6 minutos de duración. En la grabación del Made in Japan puede oírse justo antes de la canción a Ian Gillan diciendo (en idioma inglés):
"Alright... everything up here... please. And a bit more monitor if ya got it. [ruido de guitarra] "Ah?" [sonido de tambor] "You want everything louder than everything else?" "Yeah, can I have everything louder than everything else... alright... ha ha"
Y termina diciendo:
"Ian Paice on drums! YES!"
El riff de guitarra es repetido al final del tema. Posteriormente entre los años 1973 y 1976 la banda apenas tocó "The Mule" en sus actuaciones en directo. En 1984, cuando la banda se volvió a formar, empezaron a volver a tocar la canción. Otra versión en directo está presente en el álbum Live in Europe de 1993.

## Letra de la canción
La siguiente es la letra del tema con su respectiva traducción al español:

The Mule - ( El Mulo )
No one sees the things you do - ( Nadie ve las cosas que haces )
Because I stand in front of you - ( Porque yo permanezco delante de ti )
But you drive me all the time - ( Pero tú me diriges todo el tiempo )
Put the evil in my mind - ( Pones el mal en mi mente )
Used to sing and say my prayers - ( Solía cantar y rezar mis oraciones )
Live my life without a care - ( Vivir mi vida sin preocupaciones )
Now I have become a fool - ( Ahora me he convertido en un tonto )
Because I listened to the mule - ( Porque escuché al Mulo )
How can I change when my mind is a friend of a Lucifer hid in the ground? - ( ¿Cómo puedo cambiar cuando mi mente es amiga de un Lucifer escondido en el suelo? )
Just another slave for the mule - ( Tan sólo otro esclavo para el Mulo )
- Datos: Q656498